# Liste der denkmalgeschützten Objekte in Aschau im Zillertal
Die Liste der denkmalgeschützten Objekte in Aschau im Zillertal enthält die denkmalgeschützten, unbeweglichen Objekte der Tiroler Gemeinde Aschau im Zillertal.

## Denkmäler
| Foto |                 | Denkmal                                                                                   | Standort                                      | Beschreibung | Metadaten |
| ---- | --------------- | ----------------------------------------------------------------------------------------- | --------------------------------------------- | --- | --- |
| ja   | Datei hochladen | Kath. Pfarrkirche Maria zum Siege HERIS-ID: 80327 Objekt-ID: 94056 TKK: 13580             | Dorfstraße 40 Standort KG: Aschau             | Die spätklassizistische Pfarrkirche wurde von 1848 bis 1850 erbaut, der Westturm wurde 1905–1910 angefügt, 1962/1963 wurde das Langhaus um zwei Joche verlängert. Im Inneren sind das Langhaus und der quadratische Chor mit Flachkuppeln überwölbt. Die Wand- und Deckenmalereien stammen von Johann Endfelder (1850), Josef Arnold dem Älteren (1850) und Josef Haun (1902). Das Bild Maria zum Siege am Hochaltar von Johann Mader ist mit 1848 bezeichnet, die Seitenaltarbilder wurden von Caspar Jele um 1870 geschaffen. | BDA-Hist.: Q24289575 Status: § 2a Stand der BDA-Liste: 2025-06-30 Name: Kath. Pfarrkirche Maria zum Siege GstNr.: .463/1 Kath. Pfarrkirche Maria zum Siege, Aschau im Zillertal |
| ja   | Datei hochladen | Widum HERIS-ID: 80330 Objekt-ID: 94059 TKK: 129381                                        | Dorfstraße 40 Standort KG: Aschau             | Das Widum wurde 1848/1850 gleichzeitig mit der Pfarrkirche errichtet und ist südseitig an die Kirche angebaut. Der architektonisch schlichte zweigeschoßige Bau mit Satteldach weist eine regelmäßige Fassadengliederung auf und ist giebelseitig von Süden erschlossen. Im Zuge einer Renovierung erfolgte 2012 ein Anbau im Westen und der Ausbau des Dachgeschoßes als Veranstaltungsraum. | BDA-Hist.: Q38173383 Status: § 2a Stand der BDA-Liste: 2025-06-30 Name: Widum GstNr.: .463/1 Widum, Aschau im Zillertal                                                         |
| ja   | Datei hochladen | Zeller Eisenbahnbrücke (Zillertalbahn) HERIS-ID: 62917 Objekt-ID: 75511 TKK: 17255        | Standort KG: Aschau                           | Die 50 m lange Brücke über den Ziller wurde im Zuge des Baus der Zillertalbahn um 1900 errichtet. Die genietete Eisenfachwerkkonstruktion besteht aus zwei parallel angeordneten Tragwänden in Form von Fachwerkskonstruktionen mit parabelförmigen Obergurten, Zug- und Druckstreben, sowie horizontalen Untergurten, welche am Ober- und Untergurt miteinander verbunden sind. Die Brücke verbindet die Gemeinden Aschau im Zillertal und Zell am Ziller. | BDA-Hist.: Q38101643 Status: Bescheid Stand der BDA-Liste: 2025-06-30 Name: Zeller Eisenbahnbrücke (Zillertalbahn) GstNr.: 934, 1081 Zeller Eisenbahnbrücke, Zillertalbahn      |
| ja   | Datei hochladen | Schlossgasthof Thurnbach HERIS-ID: 59774 Objekt-ID: 71349 TKK: 13567                      | Thurnbachweg 22 Standort KG: Distelberg       | Der heute als Gasthof genutzte ehemalige Wohnturm geht ins 13. Jahrhundert zurück. Davon sind die Außenmauern mit regelmäßigen Steinlagen erhalten. Das mächtige, dreigeschoßige Gebäude mit Mittelflurgrundriss wurde im 18. und 19. Jahrhundert umgebaut und erhielt 1975 einen Zubau im Nordosten. Die später ergänzte oder erneuerte Fassadenmalerei stammt aus dem 18. Jahrhundert, sie beinhaltet eine marmorierte Eckquaderung, Gesimsstreifen entlang der Traufe, breite Rahmungen an Türen und Fenstern sowie rahmende Säulchen und Gitterwerk an den Brüstungen von Balkon und Erker der Westfassade. An der westlichen Giebelfassade führt eine gemauerte Steintreppe zum Eingang, darüber befinden sich Fresken der hll. Florian und Johannes Nepomuk. Im Inneren haben sich unverputzte hochmittelalterliche, regelmäßige Steinlagen und eine Trennwand mit gefastem, gotischem Portal erhalten. | BDA-Hist.: Q38088718 Status: Bescheid Stand der BDA-Liste: 2025-06-30 Name: Schlossgasthof Thurnbach GstNr.: 428/1                                                              |
| ja   | Datei hochladen | Kath. Filialkirche hl. Leonhard in Distelberg HERIS-ID: 59773 Objekt-ID: 71348 TKK: 13585 | neben Thurnbachweg 10 Standort KG: Distelberg | Die einschiffige gotische Kirche wurde ab 1492 erbaut und 1511 geweiht. Das zweijochige Schiff und der Chor mit fünfseitigem Schluss sind gleich breit. Der Nordturm weist einen Spitzhelm und gotische Schallfenster auf. An der Eingangsfassade im Osten befindet sich ein Kielbogenportal mit Kreuzblume, darüber ein Fresko des hl. Leonhard von 1704. Das Innere ist mit einem Stichkappengewölbe mit Stuckkartusche versehen. Gotische Wandkonsolen sind als ehemalige Rippenträger erhalten. Die Sakristeitür mit gotischen Beschlägen stammt aus der Zeit um 1500. Die Kanzel entstand um 1630, der Altar mit zwei Säulen und Akanthusrankenschnitzerei um 1700. | BDA-Hist.: Q38088708 Status: § 2a Stand der BDA-Liste: 2025-06-30 Name: Kath. Filialkirche hl. Leonhard in Distelberg GstNr.: .243 Filialkirche (Distelberg)                    |